# Аль-Мансур ибн Бологгин
Аль-Мансур Абуль-Фатх ибн Бологгин ибн Зири (ум. 996) — второй амир государства Зиридов в 984—996 годах, первый формально независимый от халифата Фатимидов правитель Алжира и Ифрикии, сын основателя зиридского государства Бологгина ибн Зири.

## Происхождение
Аль-Мансур ибн Бологгин происходил из берберского племени санхаджи, доминировавшего в то время на территории Среднего Магриба. Его отец Бологгин ибн Зири, сын основателя династии Зиридов Зири ибн Манада, был назначен наместником фатимидского халифа в Ифрикии с правом передавать свою должность по наследству. Вскоре Бологгин стал фактически независимым правителем, лишь формально признавая над собой власть Фатимидов.

## Политическая биография
Аль-Мансур ибн Бологгин был провозглашён наследником своего отца ещё при его жизни и получил в управление первую столицу Зиридов — город Ашир. В день смерти Бологгина ибн Зири в 984 году аль-Мансур находился в Ашире, куда вскоре с печальной новостью прибыл Абу Зохбель, мавла его отца. Аль-Мансур незамедлительно принял командование силами санхаджи и выдвинулся в город Сабра, располагавшийся невдалеке от Кайруана. Здесь он формально получил от представителей фатимидского халифа должность наместника Ифрикии и Магриба на тех же условиях, на которых её занимал его отец Бологгин. Своими первыми распоряжениями аль-Мансур назначил своего брата Итувефта управлять Аширом, а своему дяде по отцу Абу-ль-Бехару доверил управление Тахертом (ныне Тиарет).
После этого аль-Мансур решил сместить наместника Кайруана Абдаллаха ибн Мухаммеда аль-Катеба, принадлежавшего к династии Аглабидов и поставленного во главе города Бологгином ибн Зири в 974 году. Находясь на своей должности, Абдаллах аль-Катеб скопил огромное состояние и приобрёл большую поддержку при дворе халифа в Каире. При таком положении дел власть аль-Мансура над священным городом оставалась довольно условной. Более того, в 987 году он получил от халифа аль-Азиза письмо с требованием включить имя Абдаллаха аль-Катеба в хутбу, что было равносильно провозглашению аль-Катеба наследником власти аль-Мансура. Шесть месяцев спустя аль-Мансур пригласил Абдаллаха ибн Мухаммеда на конную прогулку, во время которой приближённые аль-Мансура закололи Абдаллаха копьями вместе с его сыном Юсуфом. Первый удар копьём Абдаллаху нанёс сам аль-Мансур. Наместником Кайруана был назначен Юсуф ибн Абу Мухаммед.
Придя к власти, аль-Мансур провозгласил себя независимым от халифата Фатимидов правителем. По словам Ибн Изари, вступив в Кайруан, аль-Мансур заявил встречавшим его именитым горожанам следующее: «Я не из тех, кого назначают и смещают одним росчерком пера, так как я унаследовал это государство от моих отцов и праотцов».
В ответ на заявление аль-Мансура о независимости от Фатимидского халифата, из Каира в область племени котама был послан официальный фатимидский проповедник Абу-ль-Фехм Хасан, который своими речами в 986 году поднял это воинственное племя против аль-Мансура. В это же время аль-Мансуру из Каира был прислан приказ ничего не предпринимать против мятежа Абу-ль-Фехма. Восстание котама продолжалось два года и было подавлено аль-Мансуром с невероятной жестокостью. Абу-ль-Фехм был схвачен и по приказу аль-Мансура казнён изощрённым способом: ему вспороли живот и вынули печень, после чего рабы-негры расчленили его тело, приготовили из него жаркое и съели всё до костей. В 989 году котама вновь подняли мятеж, который возглавил некий Абу-ль-Фердж, выдававший себя за внука халифа аль-Каима. Это восстание также было подавлено аль-Мансуром, после чего Зириды установили свою власть над всей восточной частью Магриба, а над котама были поставлены зиридские наместники. В этот период аль-Мансур доверил управление Аширом и прилегающими областями своему брату Хаммаду.
Однако западную часть (территория современного Марокко) амиру аль-Мансуру подчинить не удалось. Ещё в 985 году он возобновил войну с враждебным племенем зената, которое захватило Фес и Сиджильмасу, и направил в Западный Магриб армию во главе со своим братом Итувефтом ибн Бологгином, чтобы вытеснить оттуда зената. Однако Итувефт вскоре был разбит амиром Феса Зири ибн Атия аль-Картасом и вернулся в Ашир ни с чем. После долгой войны за восстановление власти Зиридов над Фесом и Сиджильмасой аль-Мансуру всё же пришлось оставить весь Западный Магриб племени зената, успешные войны с которым вели его отец и дед, и кордовскому хаджибу аль-Мансуру ибн Абу Амиру. С последним аль-Мансур ибн Бологгин договорился о нейтралитете.
В 989—990 годах против власти аль-Мансура поднял мятеж его дядя Абу-ль-Бехар ибн Зири, управлявший Тахертом в качестве наместника, однако при приближении аль-Мансура мятежник бежал в Западный Магриб. Аль-Мансур долго его, пока не закончился провиант, затем повернул назад, а Абу-ль-Бехару удалось найти прибежище у хаджиба аль-Мансура ибн Абу Амира. Правителем Тахерта был поставлен Итувефт ибн Бологгин. Спустя три года Абу-ль-Бехар ибн Зири добровольно вернулся в Кайруан и был прощён своим племянником аль-Мансуром.
Правление аль-Мансура ибн Бологгина известно, помимо прочего, и некоторыми строительными достижениями. В частности, в городе Мансурия для него был воздвигнут роскошный дворец, окружённый садом.

## Семья
После смерти аль-Мансура в 996 году правителем государства Зиридов стал его сын Бадис ибн аль-Мансур, который вновь признал над собой верховную власть фатимидского халифа.